# Nara (Kreis)

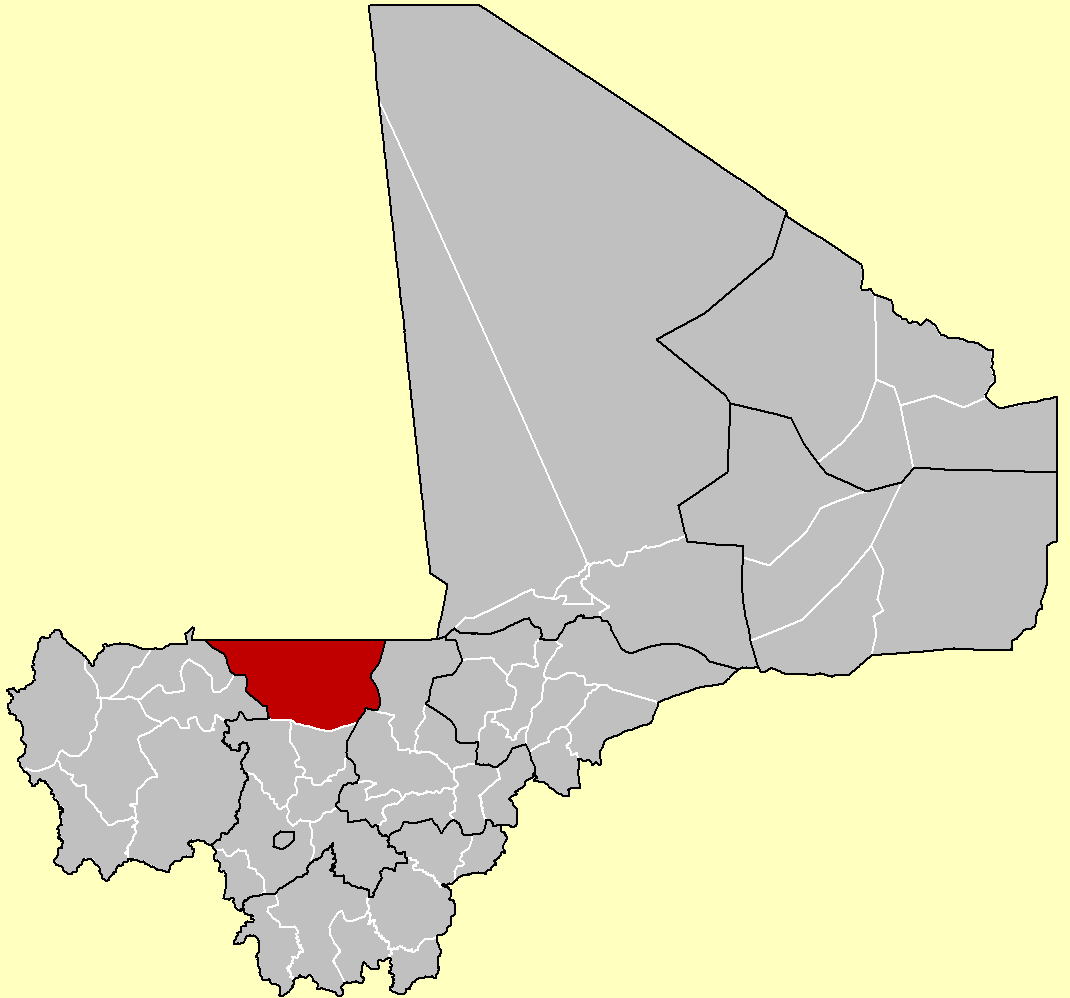
Kreis Nara

Nara ist der Name eines Kreises (franz. cercle de Nara) in der Region Koulikoro in Mali an der Grenze zu Mauretanien.
Der Kreis teilt sich in elf Gemeinden; beim Zensus 2009 betrug die Einwohnerzahl 242.990. Die Bevölkerung gehört den Soninké, Peul, Bambara und Mauren an.
Gemeinden: Nara (Hauptort), Allahina, Dabo, Dilly, Dogofry, Fallou, Gueneibe, Guiré, Koronga, Niamana, Ouagadou. Über den langen Zeitraum von 1984 bis 2001 unterstützte die deutsche Landesarbeitsgemeinschaft (LAG) Malihilfe der Arbeiterwohlfahrt in Bayern mit Sitz in Nürnberg 17 Dörfer im Kreis Nara.